# 아시아의 기후

아시아의 쾨펜의 기후 구분 지도.

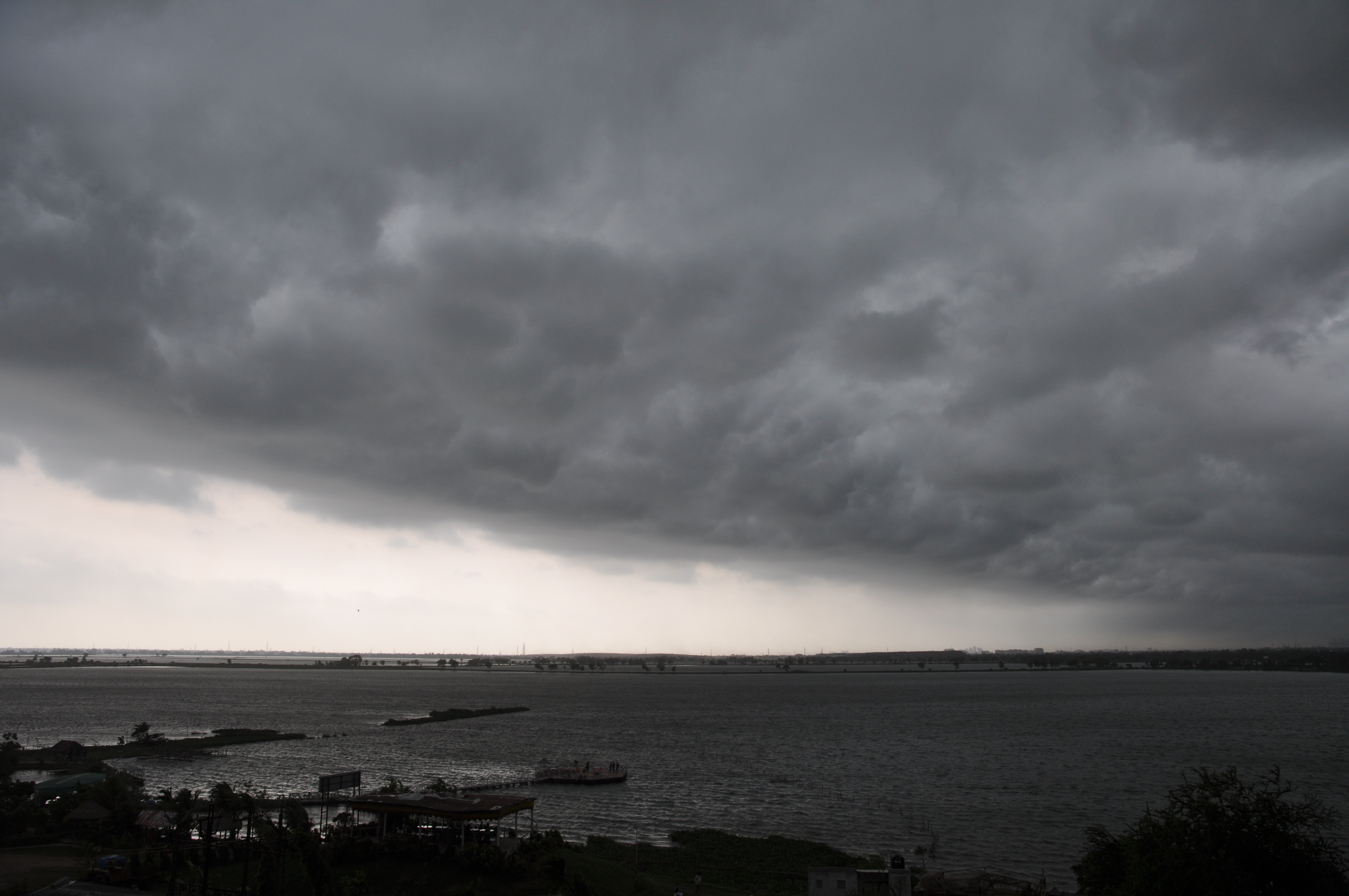
콜카타의 몬순 구름

아시아의 기후는 세계에서 가장 큰 대륙인 아시아의 기후를 가리킨다. 아시아의 중심부는 대고원·대산맥·대분지를 이루고 있는데 세계 어느 대륙보다도 격해도가 커서 심한 기온차를 나타낸다. 위도상으로도 남위 11도에서 북위 82도에 달하여 지구상에서 볼 수 있는 모든 형의 기후를 모두 나타내어 식생·토지 이용·인간생활 등에 다양성을 보이고 있다.

## 개요
겨울이 되면 아시아 대륙 내부와 북부는 계속되는 냉각으로 고기압부가 발생한다. 고비사막을 중심으로 한 한랭·건조한 이 기압의 중심부는 평균 1,035밀리바에 달한다. 그 최성기의 범위는 인도반도와 아라비아반도지역을 제외한 아시아 전역에 걸친다. 따라서 한랭 건조한 동계 몬순의 기층 위 약 1,500m에는 편서풍이 일어나고 10km 상층에는 제트 스트림이 형성된다. 또한 동계 몬순의 소장(消長)에 따라 한국에는 삼한사온을 가져온다. 동계중 대부분의 아시아 대륙은 건조기를 맞게 되지만, 바람이 바다를 건너 부는 지역(예：울릉도·일본의 서북부·동남아 제도의 일부 등)은 많은 눈이나 비를 맞는다. 또한 히말라야 산계에 의하여 대륙의 중심부로부터 차단이 된 인도 지역은 동계 몬순의 영향을 적게 받아 같은 위도상의 지역들보다 등온선(等溫線)이 북상한다.하계가 되면 대륙은 급격히 가열되어 고기압이 급히 삭감되고, 아열대 고기압부는 저기압부의 중심이 된다. 즉 그 중심은 파키스탄에서 인도 지방에 위치하며, 그 연장은 아시아 대륙의 북동부에까지 이른다. 중심부의 평균 기압은 990밀리바이고, 대륙전체가 1,009밀리바 이하의 저압 지역화한다. 따라서 온난·습윤한 바람이 해양에서 대륙 내부를 향하여 분다. 하계 몬순은 아시아 대부분의 지역을 다우기로 만들며, 히말라야 대장벽하의 인도반도 동북부를 세계 최다우지로 만든다. 이와 같은 하계다우는 아시아의 농업, 특히 벼농사에 절대적인 영향을 끼친다.

## 참조
- 이 문서에는 다음커뮤니케이션(현 카카오)에서 GFDL 또는 CC-SA 라이선스로 배포한 글로벌 세계대백과사전의 내용을 기초로 작성된 글이 포함되어 있습니다.

1. ↑  Beck, Hylke E.; Zimmermann, Niklaus E.; McVicar, Tim R.; Vergopolan, Noemi; Berg, Alexis; Wood, Eric F. (2018년 10월 30일). “Present and future Köppen-Geiger climate classification maps at 1-km resolution”. 《Scientific Data》 5: 180214. doi:10.1038/sdata.2018.214. PMC 6207062. PMID 30375988.